# 百度
百度（バイドゥ、拼音: Bǎidù）は、中華人民共和国で最大の検索エンジンを提供する会社である。創業は2000年1月。本社は北京市にあり、百度百科や百度入力方法なども提供している。
全世界の検索エンジン市場において、Googleに次いで第2位（米comScore社、2009年8月調べ）、中国大陸ではGoogleなどは利用できず、百度が最大のシェアを占める。中国発の会社であり、また中国を主要市場としているため、「中国のGoogle」と呼ばれることもある。
2020年12月13日現在のアレクサランキングでの順位は、世界4位、中国国内2位である。

## 沿革

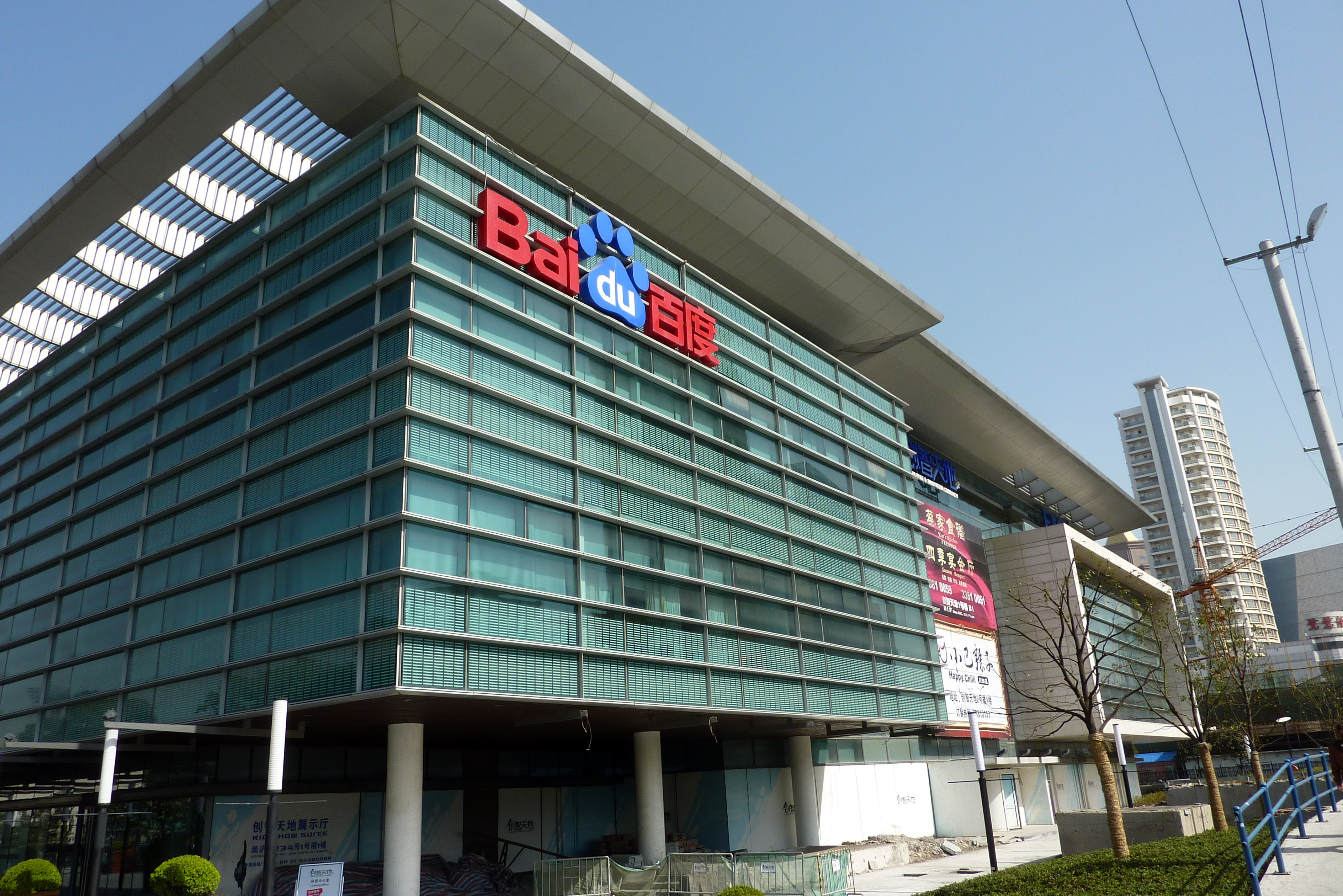
上海支社

創業者の李彦宏は、北京大学を卒業後にニューヨーク州立大学へ留学。Dow Jones & Company, Inc.やInfoseekなどを経て、中国帰国後の2000年1月にBaidu, Inc.を創業している。
その後急成長を遂げ、2005年5月NASDAQに上場した。公開初日、公募価格の27ドルから122.54ドルまで急騰。当日の上げ幅は354%までのぼり、アメリカの証券市場、IPO初日に最多利益を上げた株式のひとつに数えられている。なお、2007年10月には時価総額が118億ドルに上っている。
2006年12月に日本法人であるバイドゥ株式会社を設立し、2007年3月には日本語版サイトBaidu.jpのベータ版サービスを開始している。2007年6月にはBaidu, Inc.の社外取締役としてソニー前会長の出井伸之が就任。2008年1月23日にBaidu.jpの本格サービス開始。一般の新聞やテレビのニュースでも取り上げられている。2008年12月16日、検索サイト・Baiduの動画検索と画像検索のトップページを刷新した。2015年3月にサービス終了。
2008年、中国検閲当局は陳冠希わいせつ写真流出事件に絡みウェブサイトを介して人気女優の猥褻写真を拡散させたとして百度を批判、謝罪を命じた。11月15・16日には、中国中央電視台 (CCTV) が百度の広告掲載に関する不正行為を特集した番組を放映した。
2014年、元スタンフォード人工知能研究所所長でGoogleのAI研究チームのリーダーも務めたアンドリュー・ングが百度のチーフサイエンティストに就任した。翌2015年、百度の開発したスーパーコンピュータのAIが音声認識能力コンテストでGoogleなどを上回って世界一になったと発表したもののルール違反の発覚で出場停止処分となり、米中の過剰なAI開発競争が原因とされる。
2017年7月、BYD、フォード、ダイムラー、NVIDIA、マイクロソフト、インテル、本田技研工業、トヨタ自動車なども参加する自動運転車を共同開発する世界最大の企業連合「アポロ計画」を設立し、翌2018年7月4日に金龍客車と共同開発を進めてきた世界初の高度自動運転バス（レベル4）「アポロン」の量産を開始した。2018年10月、Google、マイクロソフト、Appleなどが加盟する大手AI業界団体パートナーシップ・オン・AIに中国企業で初めて加盟した。
2018年2月、米中関係はサイバー面で重要な問題になっているとして世界最大のハッカー祭典であるDEF CONは初の海外開催を北京で百度と共催することを発表した。
2021年1月、浙江吉利控股集団と電気自動車開発のためのパートナーシップを締結し、吉利との合弁で集度汽車を設立した。

### 中国
- 2000年1月1日 - 北京大学の学友であった、李彦宏と徐勇がケイマン諸島にBaidu.com, Inc. を設立[15]。
- 2001年6月 - 北京百度网讯科技有限公司を設立。
- 2001年8月 - サーチエンジンのベータ版である、Baiduを発表。
- 2001年10月22日 - Baidu (baidu.com) を正式発表。
- 2002年11月 - MP3ファイル検索を新設。
- 2003年7月 - 画像とニュース検索を新設。
- 2003年11月 - 百度掲示板を新設。( baidu )
- 2005年5月 - 電話番号、映画、テレビの検索サービスを新設。
- 2005年6月 - 百度知道（知識サイト）を新設。
- 2005年8月5日 - NASDAQに上場。
- 2005年9月22日 - 百度地図検索のベータ版を開設。
- 2006年1月12日 - 百度国学を発表。
- 2006年4月20日 - 百度百科を新設。
- 2006年7月13日 - 百度空間のベータ版を開設。
- 2008年12月 - Baidu.com, Inc. からBaidu, Inc.に社名変更。
- 2012年11月 - 持分法適用会社であったiQIYI, Inc.の支配権を取得し、連結化。
- 2013年5月 - PPStream Inc.のオンラインビデオ事業を買収し、iQIYIに統合。
- 2013年8月 - 百度全景（中国語版）（ストリートビュー）を提供開始。
- 2017年8月 - 食品配送事業のBaidu DeliveriesをアリババグループのEle.meに統合[16]。
- 2018年4月 - 百度の金融サービス事業を度小满金融（Du Xiaoman Financial）として分割。
- 2020年9月 - Smart Living Group事業を分割[17]。
- 2020年11月 - JOYY Inc. のエンターテインメント・ライブストリーミング事業「YY Live」の買収契約を締結。
- 2021年3月23日 - 香港証券取引所に上場。

### 日本
- 2006年12月 - 日本法人であるバイドゥ株式会社を設立。
- 2007年6月 - ソニー前会長の出井伸之がBaidu, Inc.社外取締役に就任。
- 2007年3月 - 日本語版検索サービス baidu.jp のベータ版の提供開始。
- 2008年1月23日 - Baidu.jpの本格サービス開始。
- 2008年12月16日 - Baidu画像検索とBaidu動画検索トップページを一新
- 2010年5月11日 - 文字入力システム「Baidu IME」をリリース。
- 2011年12月13日 - 文字入力システム「Simeji」を買収。
- 2015年3月 - 日本語版検索サービスが終了[3]。

## 提供サービス（中国）
中国国内で提供されているサービスは現在までに35に上る。中国語検索の強みに加え、若者に人気のあるコミュニティやマルチメディアサービス（画像・動画）を拡充したことが、中国ユーザーを引き付けている。2006年4月からは百科事典の百度百科を新設。
- Baidu App
- 百度（Baidu Search）：検索エンジン
- 好看视频（Haokan）：ショートビデオプラットホーム
- 全民小视频（Quanmin）：ショートビデオプラットホーム
- 百度地図：ウェブマッピングプラットフォーム
- 百度百科：百科事典
- 百度知道：Q＆Aサービス
- 百度经验：実用的な生活情報サービス
- 百度贴吧：ソーシャルメディア
- 百度云（Baidu Cloud）：クラウドサービス
- Hao123：ナビゲーションサイト
- 百度直播：ライブストリーミングプラットフォーム
- Ernie Bot：AIチャットボット

### MP3検索
Baiduのユーザーにとって人気のある機能はMP3検索である。これはMP3、WMA、rmファイルなどの音声・動画ファイルを検索できるサービスである。MP3検索は主に中国の音楽の検索に使用される。
2005年3月30日に中国のレコード会社の上海歩昇音楽文化伝播有限公司が著作権を侵害されたとしてBaiduを提訴している。その他にも、ユニバーサル・ミュージックをはじめとする大手レコード会社からおこされた同様の訴えについては、2006年11月Baidu側の勝訴となった。
著作権の問題に対し、Baiduは2007年からEMIなど音楽業界との提携を進めており、新しいビジネスモデルのプラットフォーム作りに着手していると伝えられている。

## 提供サービス（日本）

### 検索システム
2006年下期頃から、Baiduのクローラ「Baiduspider」による日本のサイトへの過度なクローリング行為が目立つようになり、大手電子掲示板を始めとしたサイトで利用者がアクセス困難になる事態が発生し、Baiduのクローラからのアクセスをブロックする動きがみられるようになった。
これについて、Baiduは2007年3月、日本の各ウェブサイトに対してBaiduspiderが過剰な負荷をかけたことを謝罪するとともに、クローリングの頻度管理を統一するなどの対処策を発表した。また同年5月には負荷の少ない新型クローラである「BaiduChecker」を導入し、ウェブサイトに与える負荷を平均数百バイト程度に抑えられるようになったと表明している。2009年7月現在BaiduImagespider、BaiduMobaider、が別途クロールしており、特にBaiduMobaiderはRobots.txtを無視してクロールしている。
Baidu, Inc.では中国ユーザーのニーズを反映し、検索順位の決定にオークション的な手法を用いている。しかし、この検索順位のモデルについて、日本には投入しないことを、日本法人の担当者がセミナーなどで明言している。
baidu.jp の画像検索機能における有害コンテンツの取り扱いに関し、日中両国内で話題となった。現在、 baidu.jp ではアダルトコンテンツフィルタが導入されている。2008年10月24日より、このフィルタ機能は初期設定で有効になっている。
日本向けの検索サービスなどは2015年3月にサービス終了した。

### 日本語入力システム
SimejiとBaidu IMEを提供している。

## 諸問題

### ドメインネームハック
2010年1月12日、アメリカで管理されているBaidu.comのDNSレコードが、「IRANIAN CYBER ARMY」を名乗る者によって改竄された。百度にアクセスすると、イランの国旗を背景に英語とラトビア語で「イランのサイバーアーミーによりサイトがハッキングされた」というメッセージが表示されるものであった。これは、無名の個人の要求に対して登録されているメールアドレスを変更するという、ドメインを管理しているRegister.comの重大な過失によるものであったとされる。一度メールアドレスを変更してしまえば、パスワード申請によって容易にドメインの乗っ取りが可能になる。

### 尖閣問題への対応
検索エンジンのホームページに尖閣諸島のイラストを掲載し、中国国旗がその上に飛んでいくというアニメーションを表示した。

### 日本語ソフトの入力情報無断送信
2013年12月、日本語入力システムのBaidu IMEが、入力文字情報を利用者に無断で百度自社のサーバーに送信していることが発覚。百度日本法人はデータを自社サーバーに送信したが入力精度の向上だと説明するにとどまった。
なお、同時にSimejiについても無断送信の報道及び、セキュリティー企業のネットエージェントからの発表が出た。これに対してバイドゥ側からは規約に同意したユーザのみと説明。しかし、後日、不具合「ログ送信をオフに設定していても送付される」が実際に見つかった為、結果的に当初の報道とエージェントの発表の方が正しかった事になる。同不具合は、Simeji 6.6.2で修正されたとの事。

### Android OSに対するバックドア作成
2015年10月、Baiduが提供するソフトウェア開発キット(SDK)「Moplus」に「Wormhole」と呼ばれる極めて深刻な脆弱性が存在することが報告された。
トレンドマイクロ社がこの脆弱性について調査を進めた結果、翌11月に、「Moplus」に意図的なバックドア作成機能が搭載されていることを確認し、これを公表した。パソコン雑誌I/Oではこの事件をニュース記事として取り上げ、「非常に悪質なバックドアと言わざるをえない」「百度の信頼性は地に堕ちた」などとした。

### hao123問題
hao123はBaiduが開発しているナビゲーションサイトおよび同名のプログラムであるが、他のソフトをインストールする際に勝手にバンドルウェアとしてインストールされ、ブラウザのホームページを勝手にhao123に変えてしまうという問題が指摘されている。

## グループ企業
- Baidu Holdings Limited
  - Baidu (Hong Kong) Limited
    - Baidu (China) Co., Ltd.
    - Baidu.com Times Technology (Beijing) Co., Ltd.
    - Baidu Cloud Computing Technology (Beijing) Co., Ltd.

  - Baidu Online Network Technology (Beijing) Co., Ltd. 
    - Beijing Baidu Netcom Science Technology Co., Ltd.（北京百度网讯科技有限公司）【VIE】： 「百度」の中国国内サービスを運営
    - Beijing Perusal Technology Co., Ltd.【VIE】

  - Baidu International Technology (Shenzhen) Co., Ltd.
  - iQIYI, Inc.
    - Beijing QIYI Century Science & Technology Co., Ltd. 
      - Beijing iQIYI Science & Technology Co., Ltd. 【VIE】： 動画配信サービス「iQIYI」の提供

  - 广州津虹网络传媒有限公司：ライブストリーミングプラットフォーム「YY Live」の提供
  - バイドゥ株式会社：日本法人
  - 極越： 浙江吉利控股集団との合弁による電気自動車ブランド